# Piscicola
Piscicola is een geslacht van gelede wormen uit de familie van de Piscicolidae.

## Soorten
- Piscicola caeca Kaburaki, 1921
- Piscicola geometra (Linnaeus, 1758)
- Piscicola magna Yang Tong, 1984
- Piscicola zebra Moore, 1898